# 丹德河

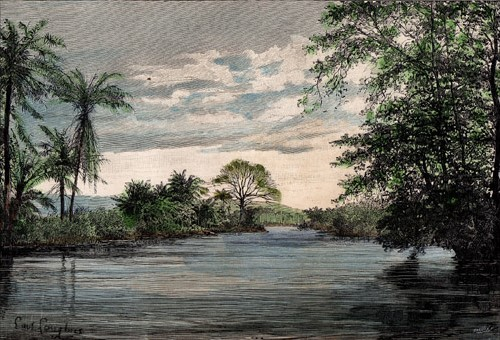
丹德河景象，1888年雕版印刷

丹德河（葡萄牙語：Rio Dande）是安哥拉北部的一条河流，全长285km。发源于水晶山脉，流入大西洋本戈省巴拉-杜丹德附近海域，同时也流经该省首府卡希托。河流下游是泛滥平原，有许多小湖泊，如Sungue、Ibendua和Morima。
丹德河上建有功率18MW的Mabubas水坝，是安哥拉北部重要的电力来源。